# Wienerberger
Wienerberger AG es el mayor fabricante de ladrillos del mundo, y el fabricante número uno en tejas de cerámica para tejados en Europa con 230 plantas de producción en 30 países. La compañía también sostiene posiciones de liderazgo en los sectores de pavimentos de hormigón en Europa Central y Oriental y en sistemas de tuberías en Europa. Tiene su sede en Viena, Austria. Fundada en 1819, las acciones la compañía han estado cotizando en la bolsa de Viena desde 1869 y en la actualidad el 100% es de cotización libre.
A junio de 2007, Wienerberger estaba en proceso de adquisición de la parte mayoritaria de la compañía de construcción Baggeridge PLC. La toma de control fue aprobada por la Comisión de Competencia británica en mayo de 2007.

## Historia
Fue fundada en 1819 en Viena por Alois Miesbach (1791–1857) y se negocia desde 1869 en la bolsa de Viena, Wienerberger. En 1986 inicia un proceso de expansión dinámica, que se ha centrado en los materiales de construcción desde la introducción de la gestión por valor añadido en 1997. Esto ha transformado a Wienerberger de un fabricante local de ladrillos en el mayor productor de ladrillos a nivel mundial en pocos años. Durante este tiempo el número de instalaciones de producción aumentó a 230 plantas de fabricación en 30 países incluyendo 31 plantas para sistemas de tuberías.

## Premio de arquitectura
Lanzado en 2005 el Premio Wienerberger de Ladrillo, bienal, reconoce edificios de ladrillo innovadores y creativos de calidad internacional y sus arquitectos. En la concesión del premio se reconoce la integración del edificio en su entorno así como la geometría, personalidad, calidad y sus condiciones de luz.